# Goldenes Buch (Braunschweig)
Das Goldene Buch der Stadt Braunschweig wurde 1926 anlässlich des Besuches des zweiten Reichspräsidenten der Weimarer Republik, Paul von Hindenburg, angelegt. Der erste Band wurde bis 1942 verwendet, der zweite von 1951 bis 1995. Der aktuelle 3. Band wird seit 1995 verwendet.

## Geschichte

### 1. Band

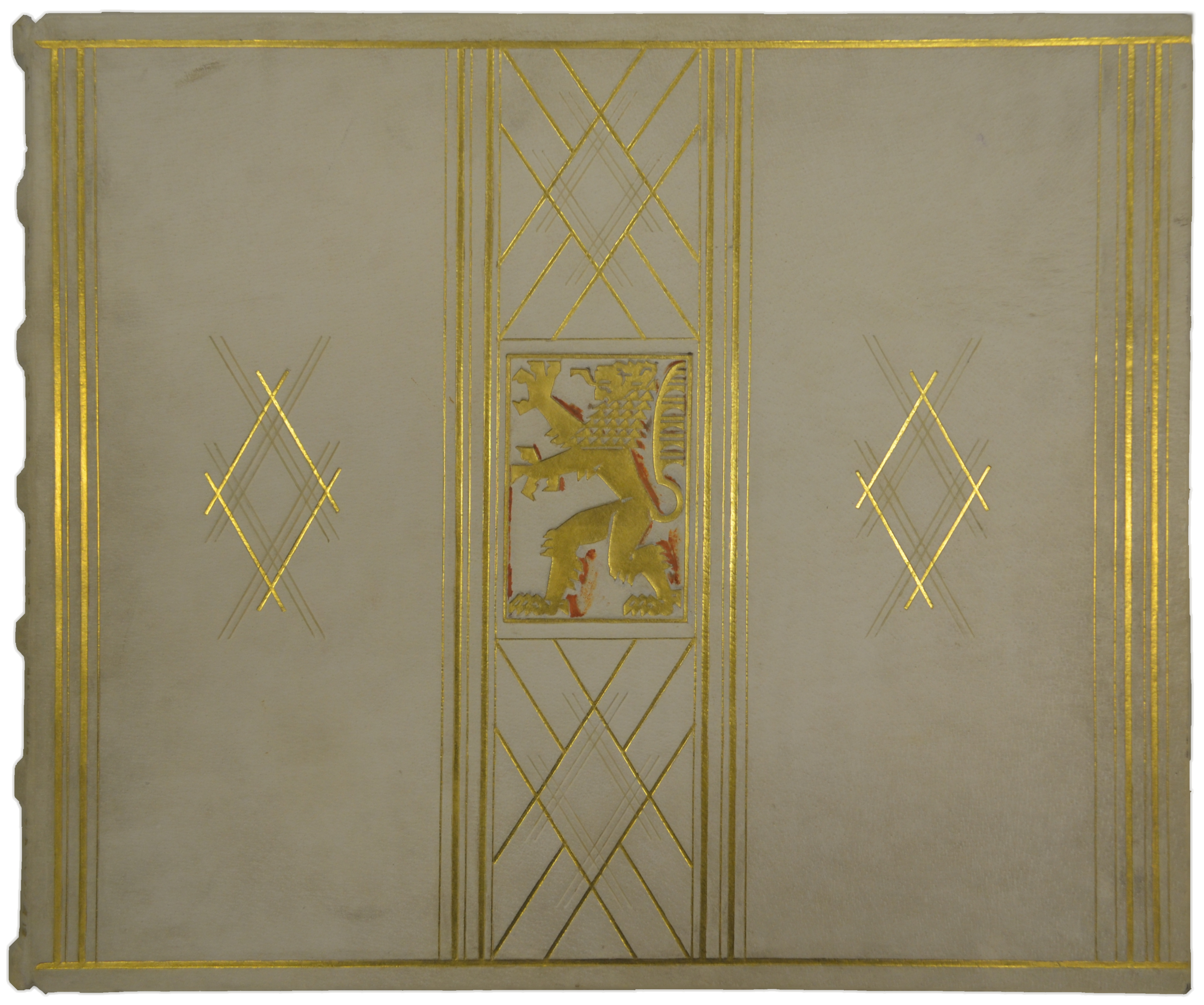
Das 1. Goldene Buch, geführt von 1926 bis 1942. Im Zentrum das Wappen der Stadt Braunschweig mit dem stilisierten Braunschweiger Löwen.

Der erste Eintrag stammt vom 15. Oktober 1926 und ist von Paul von Hindenburg. Der dritte Eintrag dieses Bandes, vom 28./29. November 1928 stammt vom späteren Friedensnobelpreisträger Albert Schweitzer.

#### Zeit des Nationalsozialismus
Während der Zeit des Nationalsozialismus trugen sich zahlreiche Vertreter, Unterstützer und Mitläufer des NS-Regimes in das Buch ein. Neben Adolf Hitler, Hermann Göring, Bernhard Rust (Reichsminister für Wissenschaft, Erziehung und Volksbildung), Dietrich Klagges (Ministerpräsident des Freistaates Braunschweig), Baldur von Schirach (Reichsjugendführer), Friedrich Alpers (u. a. Braunschweigischer Staatsminister, SA- und SS-Mitglied), Eintrag vom 6. November 1933, Viktor Lutze (Stabschef der SA), Gertrud Scholtz-Klink (Reichsfrauenführerin), Eintrag vom 3. November 1935, Meta Mischka-Grahé (Gaufrauenschaftsführerin für Südhannover-Braunschweig), Eintrag vom 4. November 1935, Hans von Tschammer und Osten (Reichssportführer), auch NS-treue Künstler, wie der Schriftsteller, Antisemit und Rassist Börries von Münchhausen, Eintrag 1937, die Schriftstellerin Agnes Miegel, vertreten auf einer Sonderliste der von Hitler und Joseph Goebbels zusammengestellten Gottbegnadeten-Liste, Eintrag 18. Februar 1939, oder der völkisch-nationale Autor Wilhelm Schäfer. Auch die Vertreter verbündeter und abhängiger Staaten wie Italiens, Japans und der Slowakei finden sich in dem Buch wieder, so die Botschafter Dino Alfieri (für das faschistische Italien) und Hiroshi Ōshima (für das Kaiserreich Japan). Der letzte Eintrag stammt vom finnischen Gesandten vom 28. August 1942.
Durch Beschluss des Stadtrates mit Wirkung vom 16. Januar 1946 wurden die Einträge von Hitler, Göring, Klagges und von Schirach entfernt. Gleichzeitig wurde ihnen die Ehrenbürgerwürde aberkannt. Da es sich bei der Ehrenbürgerwürde um ein Persönlichkeitsrecht handelt, das automatisch mit dem Tod der jeweiligen Person erlischt, wurde bei Hitler und Rust explizit auf den Entzug verzichtet und darauf verwiesen, dass beide bereits vorverstorben (und somit die Ehrenbürgerwürde erloschen) seien.

### 2. Band

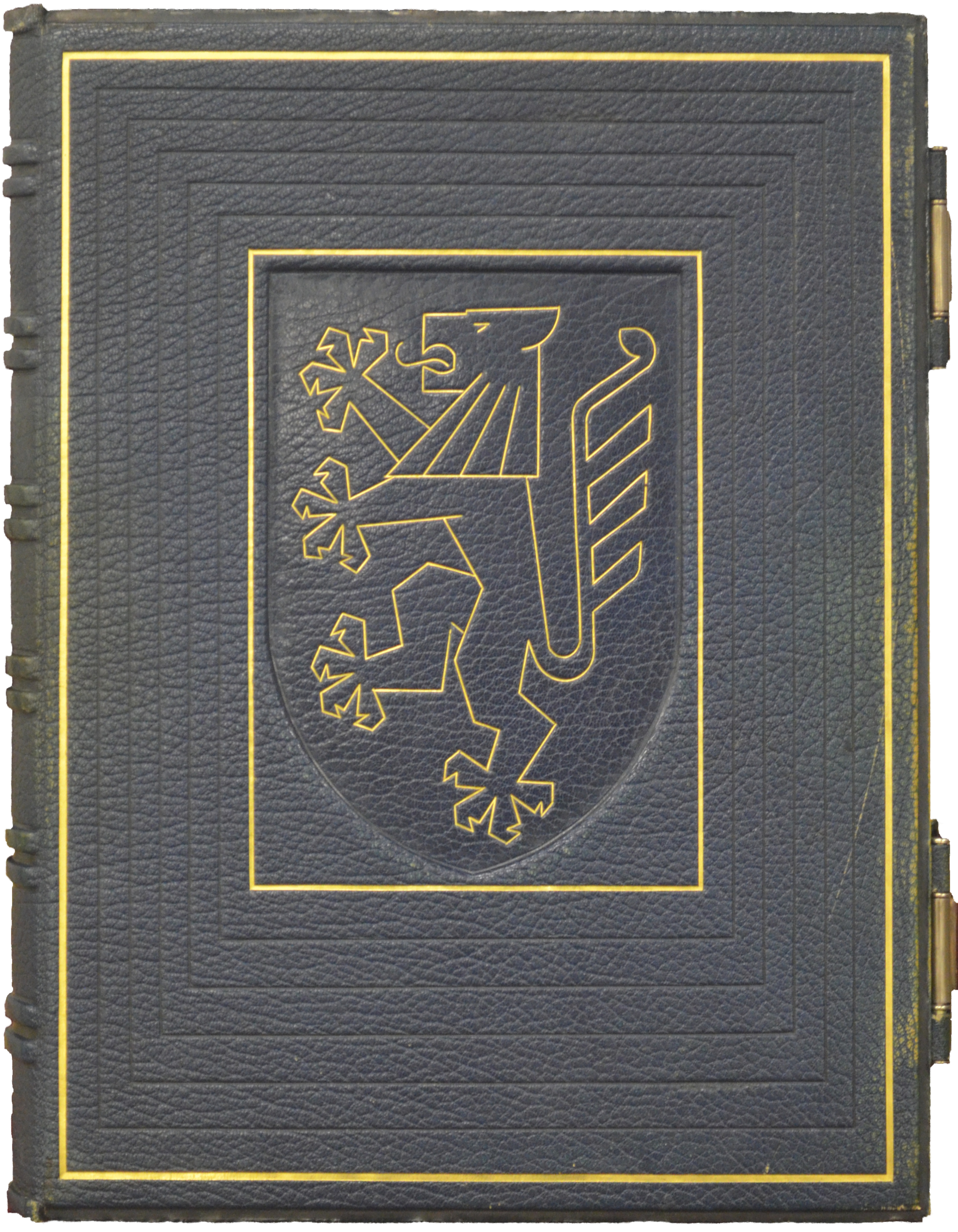
Das 2. Goldene Buch, geführt von 1951 bis 1995.

Band 2 des Goldenen Buches wurde vom 22. April 1951, dem 1. Eintrag durch den ersten Bundespräsidenten der Bundesrepublik Deutschland Theodor Heuss und dessen Ehefrau Elly Heuss-Knapp bis zum letzten Eintrag am 24. Mai 1995 von Wahyu Hamijaya, Oberbürgermeister der indonesischen Stadt Bandung, einer Partnerstadt Braunschweigs, verwendet.
Zu den Personen, die sich in diesen Band eingetragen haben, zählen neben zahlreichen Bundes- und Landespolitikern, wie z. B. die Bundespräsidenten Heinrich Lübke mit Ehefrau Wilhelmine Lübke (18. Juni 1965), Walter Scheel (13. Juni 1978), Karl Carstens (1. April 1984) und Richard von Weizsäcker (6. Oktober 1987), sowie die Bundestagspräsidenten Eugen Gerstenmaier (22. Mai 1967) und Rita Süssmuth (10. Juni 1992) auch Bundeskanzler Kurt Georg Kiesinger (22. Mai 1967).
Als Künstler sind u. a. vertreten, der italienische Tenor Beniamino Gigli (11. November 1953) und der Geiger und Dirigent Yehudi Menuhin (2. April 1985).
Des Weiteren finden sich die Unterschriften zahlreicher internationaler Politiker und Diplomaten (Konsuln und Botschafter) sowie Vertreter der Partnerstädte Braunschweigs, so der Oberbürgermeister von Bath (UK), Nîmes (F), Bandung (Indonesien), Omaha (USA), Kasan (Tatarstan), Sousse (Tunesien) und Magdeburg.
Außerdem enthalten sind die Unterschrift etlicher Ehrenbürger der Stadt Braunschweig oder von Personen, die von der Stadt Braunschweig für besondere Verdienste ausgezeichnet wurden.

### 3. Band
Band 3 des Goldenen Buches wird seit Mitte 1995 verwendet. In ihm finden sich u. a. die Unterschriften von Sportlern wie Uwe Seeler und Franz Beckenbauer, aber auch vom deutschen Rekordmeister im American Football, den New Yorker Lions aus Braunschweig. Politiker sind u. a. durch die Bundespräsidenten Johannes Rau und Frank-Walter Steinmeier sowie den japanischen Botschafter Takeshi Yagi vertreten. 2011 trug sich der Literaturnobelpreisträger Günter Grass ein, im Jahr darauf gefolgt von der Krimi-Autorin Donna Leon.
Die ersten beiden Bände des Goldenen Buches der Stadt Braunschweig werden heute im  Stadtarchiv verwahrt.

## 1915:Goldenes BuchfürHeinrich den Löwen in Eisen

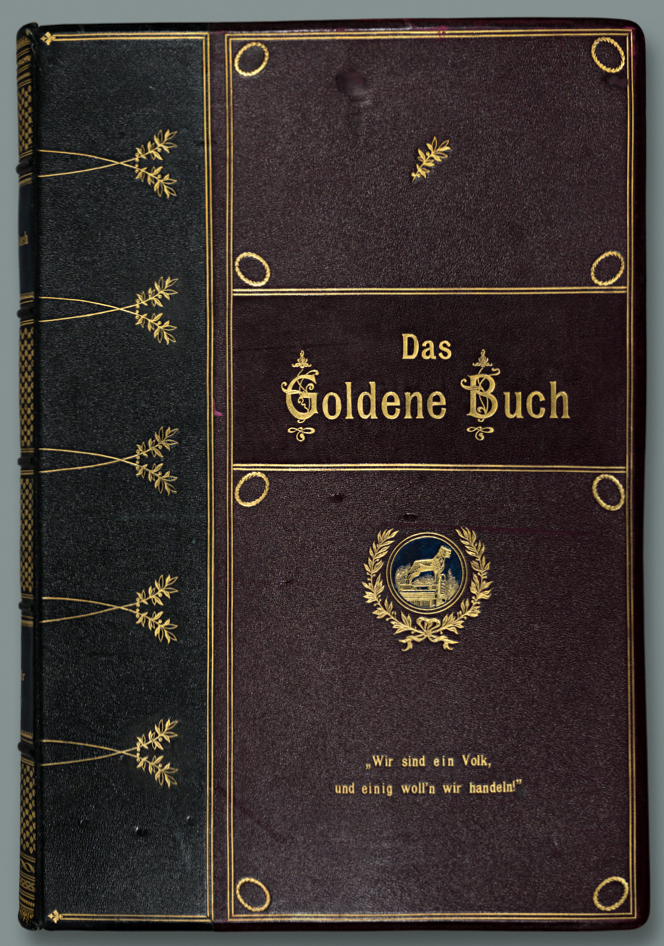
Goldenes Buch mit den Namen der Spender für Heinrich der Löwe in Eisen.

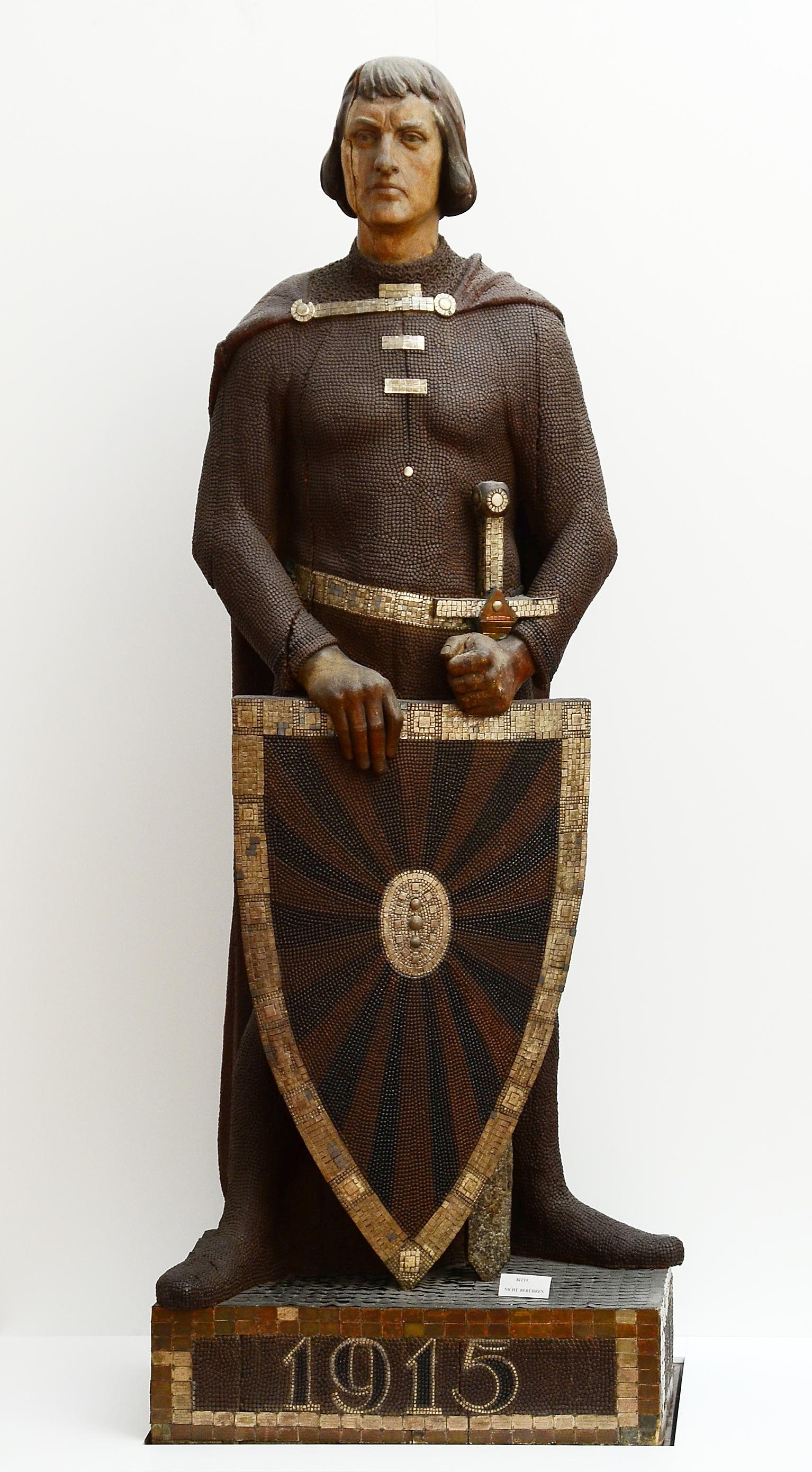
Heinrich der Löwe in Eisen

In Braunschweig wurde ab Ende 1915, Mitten im Ersten Weltkrieg, ein separates, ebenfalls Goldenes Buch benanntes Verzeichnis der Personen und Personengruppen verwendet, die eine sogenannte „Nagelspende“ für die Figur Heinrich der Löwe in Eisen, eine Nagelfigur in der Zeit des Ersten Weltkrieges geleistet hatten. Dieses Buch wurde bis 1918 geführt und befindet sich heute im Braunschweigischen Landesmuseum.